# Floy Agnes Lee
Floy Agnes "Aggie" (Naranjo Stroud) Lee (Albuquerque, 23 de julho de 1922 – Santa Fé, 6 de março de 2018) foi uma bióloga norte-americana.
Descendente da parte do pai de nativos norte-americanos, Floy trabalhou no Projeto Manhattan, no Laboratório Nacional Los Alamos, como técnica em hematologia, testando o sangue de cientistas para exposição à radiação.

## Biografia
Floy nasceu na cidade de Albuquerque, no estado do Novo México, em 1922. Seu pai, Severiano F. Naranjo, nasceu em Santa Clara Pueblo, de etnia Tewa, enquanto sua mãe, Floy Maisie Summit Naranjo, era filha de imigrantes alemães radicados nos Estados Unidos que viajava pelo sul do país lecionando em escolas voltadas para as nações nativas. Severiano e Floy Maisie se conheceram na escola onde ambos lecionavam, Albuquerque Indian School, onde nasceu Floy e seus quatro irmãos. Floy era a quarta criança do casal, precedida por seus irmãos, Frank e Mark e pelas irmãs Kathryn e Rose.
Floy cresceu na Albuquerque Indian School, mas foi enviada para a St. Mary’s Catholic School para estudar, formando-se no ensino médio pela Albuquerque High School. Em seguida, ela se matriculou na Universidade do Novo México, onde se graduou em 1945 em biologia. Durante o curso, ela trabalhou com um professor, cultivando diferentes soluções para observar como cada planta cresceria com elas. Tal trabalho a fez se interessar por ciência.
Enquanto ainda era estudante, Floy também aprendeu a pilotar aviões e chegou a trabalhar em uma padaria para poder pagar por suas aulas de aviação. Ela estava a apenas um voo para se qualificar como membro da Women Airforce Service Pilots (WASP), quando a organização foi dissolvida em 1944.
Em 1945, Floy foi convidada pelo professor Edward Castetter, chefe do departamento de biologia da Universidade do Novo México, para fazer pesquisas para ele. Enquanto Floy compilava e registrava informações sobre o que os povos indígenas do Novo México comiam antes da colonização, Castetter pediu que ela adiasse uma viagem que planejara ver os parentes de sua mãe para concluir a pesquisa. Enquanto Floy continuava sua pesquisa, Castetter recebeu uma ligação de Los Alamos. Disseram-lhe que procuravam um estudante de biologia ou pós-graduado para trabalhar no laboratório de hematologia.

## Projeto Manhattan
Floy aceitou o trabalho em Los Alamos, em 1945. Seu trabalho consistia em coletar amostras de sangue dos cientistas envolvidos no Projeto Manhattan, incluindo Louis Hempelmann, Louis Slotin e Alvin C. Graves, depois do acidente com uma massa de plutônio, que expôs Slotin a níveis letais de radiação. Enquanto trabalhava no complexo de Los Alamos, coletando sangue e fazendo contagem de células, Floy trabalhou também com Enrico Fermi, de quem se tornou amiga e com quem jogava tênis nas horas vagas.

## Pós Segunda Guerra
Floy voltou pra a faculdade, ingressando na Universidade de Chicago, para se especializar, quando conheceu seu primeiro marido, Clyde Stroud. Sua única filha, Patricia, nasceu na cidade. Clyde, porém, morreria devido a um câncer poucos anos depois e Floy retornou à Universidade de Chicago, onde obteve um doutorado em zoologia, defendido em 1966. Em Chicago, ela trabalhou também no Argonne National Laboratory.
De 1946 a 1979, Floy dedicou-se a estudar citogenética e biologia, especializando-se na pesquisa sobre o câncer e trabalhando com cultura de tecidos e análise cromossômica. Na década de 1960, ela foi pioneira em criar um método de análise por computador dos cromossomos, usando microscopia eletrônica. Floy também foi pesquisadora sênior no Laboratório de Propulsão a Jato, em Pasadena, retornando a Los Alamos para ser rádio-bióloga no Laboratório de Biologia de Mamíferos.

## Últimos anos
Floy se aposentou de Los Alamos e retornou ao Novo México, onde passava o tempo livre pintando e jogando golfe com seu segundo marido, John Schmink. Ela precisou parar com o golfe quando teve degeneração macular. Defensora da educação feminina, Floy participava de associações que estimulavam o interesse em ciência entre os adolescentes. Floy era membro de várias associações científicas, como American Association for Cancer Research.

## Morte
Floy morreu dormindo em 6 de março de 2018, em sua casa Santa Fé, aos 95 anos.